# Jananas
Jananas byla česká folková skupina, sama svůj styl označuje jako hardcore-folk.
Skupina vznikla v roce 2005. První nahrávky vydala vlastním nákladem v letech 2006 a 2008, v roce 2010 pak vydala první profesionální album Jananas u vydavatelství Indies Scope Records. To bylo kritiky velmi pozitivně přijato. V roce 2009 získala skupina cenu Krtek, za album Jananas byla nominována na cenu Anděl v kategorii folk & country. Koncertuje samostatně a také na různých hudebních festivalech, např. Zahrada, Sázavafest, Prázdniny v Telči či Mezi ploty. V roce 2016 vydali album To Samo.
Skupinu tvoří zpěvačka Jana Infeldová, kytarista Jan Vávra, baskytarista Jaromír Fulnek a bubeník Jan "Chilli" Chalupa. Texty píše většinou Jana Infeldová, hudbu pak většinou skládá Jan Vávra.
Kapela naposledy vystoupila v září roku 2020. V květnu roku 2022 vyšel v hudebním časopisu Headliner rozhovor se zpěvačkou a textařkou Janou Infeldovou, který mimo jiné zmiňuje i konec samotné kapely.  Informace o konci kapely byla oficiálně zveřejněna až v prosinci 2023 skrz příspěvek na oficiálním instagramovém účtu skupiny.

## Diskografie
- …a DEMO co?, 2006
- DEMO na to!, 2008
- Jananas, 2010
- To samo, 2016